# Alexander Macklin
Alexander Hepburne Macklin (1889 - 1967) fue un médico británico que sirvió como uno de los dos cirujanos en la Expedición Imperial Trans-Antártica de Sir Ernest Shackleton, de 1914-1917. En 1922-1298 se unió a Shackleton en su última expedición, Shackleton-Rowett en el Quest.

## Infancia y juventud
Alexander Macklin nació en 1889 en la India, donde su padre era doctor. Cuando su familia regresó a Inglaterra, su padre comenzó a ejercer la medicina en las islas Scilly, donde el joven Macklin se convirtió en un entusiasta y hábil navegante de botes. Fue al Colegio Plymouth y después a la Universidad de Londres. Después de trabajar un corto tiempo como marinero, continuó su educación en la Universidad Victoria de Mánchester, donde obtuvo el título de doctor.

## Expedición Imperial Trans-Antártica
Poco después de titularse, se postuló para unirse a la expedición de Shackleton y fue aceptado. Además de sus deberes como cirujano, se le puso a cargo de los perros y también se le asignó la dirección de un equipo de trineos de perros. El Endurance quedó atrapado en el hielo antes de quedar destruido, forzando a Shackleton a conducir a sus hombres a través del hielo hasta aguas abiertas, donde iniciaron una travesía en bote hasta la isla Elefante. Después de que el barco quedase atrapado en el hielo, el equipo de perros de Macklin se puso a trabajar. Trajo algunas focas que cazaron para comer, y una vez que los hombres comenzaron el largo viaje a través del hielo, fue enviado de vuelta al Campamento Océano (el primer campamento instalado cerca del barco) con los equipos de perros para rescatar provisiones. Finalmente hubo que sacrificar a todos los perros, pero el equipo de Macklin fue el último en caer víctima de las balas.
Después de llegar a la isla Elefante, Shackleton y cinco hombres tomaron uno de los botes, el James Caird, y se dirigieron a Georgia del Sur en busca de ayuda. Macklin y McIlroy, el otro cirujano, fueron dejados atrás, ya que Shackleton sabía que sus servicios serían más necesarios en la isla que en el bote: Rickinson sufrió un problema cardíaco, y Hudson estaba sufriendo un ataque de nervios. Blackborow tenía gangrena en los dedos de su pie, y poco después de que el bote hubiese partido, Macklin y McIlroy se vieron obligados a amputarle todos los dedos del pie izquierdo; Macklin le daba cloroformo, mientras McIlroy cortaba sus dedos. Como la mayor parte de la tripulación, Macklin fue premiado con la Medalla Polar de plata, por sus esfuerzos durante la expedición.

## Después de la expedición
A su regreso a Inglaterra, Macklin obtuvo una comisión en los Cuerpos Médicos del Ejército Real. Durante la Primera Guerra Mundial sirvió en Francia, Rusia e Italia. Ganó la Cruz Militar por valentía atendiendo a los heridos bajo el fuego mientras servía en Italia.
Junto a los antiguos miembros de la tripulación del Endurance Worsley, Hussey, Wild, McIlroy, Kerr, MacLeod y Charles Green, Shackleton invitó a Macklin a unírsele en la expedición Shackleton-Rowett en 1922 a bordo del Quest. Shackleton no tenía planes definidos para la expedición; el barco atracó en Río de Janeiro y luego se dirigió a Georgia del Sur. Shackleton estuvo preocupado por una dolencia cardíaca durante todo el viaje, pero a pesar de las órdenes de Macklin, se negó a descansar. En Río de Janeiro, Shackleton sufrió un ataque al corazón pero no dejó que Macklin lo examinara. El barco atracó en Georgia del Sur el 4 de enero de 1922. Temprano en la mañana del 5 de enero, Macklin fue llamado a la dependencia de Shackleton para encontralo sufriendo otro ataque al corazón. Murió poco después de que llegó Macklin. Como cirujano del barco, Macklin fue el encargado de preparar el cuerpo para el entierro.
En 1926 Macklin se estableció como médico en Dundee, donde trabajaría los siguientes 21 años. Durante la Segunda Guerra Mundial, sirvió en los cuerpos médicos en África Oriental como teniente coronel. Recibió la Condecoración Territorial y luego fue premiado con la de Oficial de la Más Excelente Orden del Imperio Británico.
Se casó con Jean en 1948 y se mudó a Aberdeen, donde trabajó en varios de los hospitales de la ciudad antes de retirarse del trabajo a tiempo completo en 1960. Continuó trabajando en el Servicio de Salud para Estudiantes Universitarios por algunos años. Con su esposa Jean tuvo dos hijos, Alexander y Richard. Murió en marzo de 1967.